# Siona fasciata
Siona fasciata là một loài bướm đêm trong họ Geometridae.